# Donatien Mahele Lieko Bokungu
Donatien Mahele Lieko Bokungu, también conocido como Mahele o por el apodo de Tigre (Léopoldville, actual Kinsasa, 15 de abril de 1941-Kinsasa, 16 de mayo de 1997) fue un general zaireño asesinado en mayo de 1997. Es considerado por algunos congoleños como uno de los oficiales honestos del Congo, que en ese entonces se llamaba Zaire, bajo el régimen de Mobutu Sese Seko.

## Biografía
En 1978, el mayor Mahele, se graduó en la Escuela Militar Especial de Saint-Cyr. Fue uno de los pocos oficiales del Zaire que ascendió por sus propios méritos en lugar de sus conexiones con Mobutu.
En vísperas de la caída de Mobutu fue disparado por la espalda por los fieles a Mobutu, cuando trató de entregar pacíficamente el poder al bando contrario.